# Nicolás Herranz
Nicolás José Herranz (Rosario, 17 giugno 1994) è un calciatore argentino, difensore dello Sp. Las Parejas.

## Caratteristiche tecniche
È un difensore centrale.

## Carriera

### Club
Cresciuto nelle giovanili del Rosario Central, nel 2016 è stato acquistato dall'Olimpo. Ha esordito il 25 aprile 2017 in occasione del match vinto 4-3 contro il Patronato.

## Statistiche

### Presenze e reti nei club
Statistiche aggiornate al 2 dicembre 2018.
| Stagione        | Squadra         | Campionato      | Campionato | Campionato | Coppe nazionali | Coppe nazionali | Coppe nazionali | Coppe continentali | Coppe continentali | Coppe continentali | Altre coppe | Altre coppe | Altre coppe | Totale | Totale | Totale |
| Stagione        | Squadra         | Comp            | Pres       | Reti       | Comp            | Pres            | Reti            | Comp               | Pres               | Reti               | Comp        | Pres        | Reti        | Pres   | Reti   |        |
| --------------- | --------------- | --------------- | ---------- | ---------- | --------------- | --------------- | --------------- | ------------------ | ------------------ | ------------------ | ----------- | ----------- | ----------- | ------ | ------ | ------ |
| 2016-2017       | Olimpo          | PD              | 1          | 0          | CA              | 1               | 0               | -                  | -                  | -                  | -           | -           | -           | 2      | 0      |        |
| 2017-2018       | Olimpo          | PD              | 9          | 0          | CA              | 0               | 0               | -                  | -                  | -                  | -           | -           | -           | 9      | 0      |        |
| Totale Olimpo   | Totale Olimpo   | Totale Olimpo   | 10         | 0          |                 | 1               | 0               |                    | -                  | -                  |             | -           | -           | 11     | 0      |        |
| 2018-2019       | Vardar          | PL              | 4          | 0          | CM              | 0               | 0               | UEL                | 0                  | 0                  | -           | -           | -           | 4      | 0      |        |
| Totale carriera | Totale carriera | Totale carriera | 14         | 0          |                 | 1               | 0               |                    | 0                  | 0                  |             | -           | -           | 15     | 0      |        |